# 강승한
강승한 (1918~1950) – 조선민주주의인민공화국의 시인.

## 생애
황해남도 신천군의 소작농가정에서 출생하였다. 소학교시절부터 동요와 동시를 쓰기 시작하여 해방전에 ‘심심한 대낮’, ‘셈없는 개’, ‘산골집의 자장가’, ‘둘러둘러 산, 산’ 등 향토적 정서가 느껴지는 여러 편의 작품들을 창작발표하였다. 광복후 황해도당위원회 일꾼으로, 문예총 황해도위원회 위원장으로 있으면서 새로운 현실을 반영한 작품창작활동을 힘있게 벌렸다. 그리하여 토지개혁의 혜택으로 농촌에서 일어난 거대한 전변을 보여주는 단막극 ‘천지개벽’, ‘기쁨’, ‘토지개혁 만세’ / 장막극 ‘덕보의 운명’과 동요 ‘현물세가 들어온다, 애국미가 들어온다’(1947), 공화국창건의 역사적 사변을 노래한 동시 ‘우리나라 정부가 섰다’ / 서정시 ‘강령은 우리를 승리에로 인도한다’, ‘진군’, ‘고향에서’ 등 작품들과 서사시 ‘한나산’(1948)을 비롯한 많은 작품들을 창작하였다.
이러한 작품들에는 새생활을 꽃피워 가는 우리 주민들의 환희와 낭만, 창조적 열정이 생동하게 반영되어 있다. 장편서사시 ‘민족의 태양’을 집필하던 중 6.25전쟁을 겪게 되었다. 전쟁중 체포되어 감옥에서 사망하였으며, 1957년에 그의 시집 『한나산』이 출판되었다.